# Giornata mondiale Taijiquan
La giornata mondiale del Tai Chi e del Qi Gong è un evento annuale che dal 1999 ricorre ogni ultimo sabato di aprile in più di 60 nazioni con lo scopo di promuovere le discipline del Tai Chi Chuan (taijiquan) e del Qi Gong.
La raccolta globale di scuole e insegnanti presente sul sito mondiale del "World Tai Chi and Qigong Day" non seleziona o discrimina, né raccomanda gli insegnanti elencati, così come non fa discriminazioni fra i vari stili di Tai Chi o di Qi Gong. L'elenco è un elenco aperto, sul quale chiunque può inserire informazioni.
La giornata mondiale del Tai Chi e Qi Gong agisce anche come fonte di informazioni per tutte le istituzioni pubbliche e private interessate a quelle discipline, e lavora in unione con molte realtà anche molto differenti tra loro (dalle ambasciate alle prigioni di massima sicurezza), nei vari paesi del mondo ove si svolge.

## Introduzione
L'evento annuale di aprile è aperto al pubblico, e inizia alle 10 di mattina in Nuova Zelanda per poi diffondersi in Oceania, Asia, Europa, Nord America e Sud America. In tutte queste regioni i partecipanti assistono e festeggiano in più di sessanta nazioni diverse e diverse centinaia di città, terminando con gli ultimi eventi nei fusi orari delle Hawaii quasi un intero giorno dopo. Fra gli eventi sono incluse esibizioni di massa di Tai Chi Chuan e Qi Gong in molte città, e lezioni gratuite nella maggior parte delle città partecipanti.
Gli obiettivi definiti della giornata mondiale del Tai Chi e Qi Gong sono:
1) Far conoscere al mondo lo stato in continua evoluzione della ricerca medica che rivela i benefici che Tai Chi Chuan e Qi Gong offrono.
2) Far conoscere al mondo l'uso in continuo aumento di queste discipline della medicina tradizionale cinese nel mondo degli affari, dell'educazione, della riabilitazione penale e della riabilitazione da uso di droga.
3) Offrire una visione globale di cooperazione per scopi salutari e benefici al di là dei confini geopolitici, e stimolare le persone in tutto il mondo verso la conoscenza della saggezza delle diverse culture mondiali.

## Riconoscimenti ufficiali
La giornata mondiale del TaiChi e del Qi Gong è stata ufficialmente riconosciuta dalla Organizzazione mondiale della sanità delle Nazioni unite (UNWHO) per la partecipazione all'iniziativa "Move for Health". Inoltre sono stati distribuiti riconoscimenti ufficiali da sindaci ed enti pubblici locali nelle varie nazioni in tutto il mondo.

## Organizzazione
Il centro organizzativo internazionale dell'evento fornisce informazioni sul Tai Chi Chuan e sul Qi Gong, e fra queste ricerche sulla salute, informazioni sulle relazioni fra Tai Chi Chuan e Qi Gong con la medicina tradizionale cinese, notizie su cosa può attendersi una persona dalla sua prima partecipazione ad una lezione di Tai Chi o Qi Gong, oltre che stralci video o audio di diversi esercizi e forme di Tai Chi e Qi Gong.
Gli eventi locali sono organizzati indipendentemente dalle scuole, dai gruppi e dalle associazioni locali di Tai Chi Chuan e Qi Gong. La tipologia e il contenuto degli eventi varia di località in località, anche se la maggior parte di essi comprende lezioni gratuite ed esibizioni di massa.

## Storia
L'evento globale ha avuto inizio nel 1999. Però il primo evento che in seguito ispirò l'evento mondiale si tenne nel 1998, sui prati del Nelson Atkins Museum of Art nel centro di Kansas City; il Kansas City Tai Chi Club organizzò una esibizione/lezione di massa di Tai Chi che coinvolse circa 200 persone. La CNN parlò dell'evento, e questo generò interesse al di fuori del perimetro cittadino di Kansas City e fece evolvere rapidamente la situazione locale in un evento nazionale e in seguito internazionale negli anni a seguire.